# 小本 (名古屋市)
小本（こもと）は、愛知県名古屋市中川区にある町名。現行行政地名は小本一丁目から小本三丁目と小本町。住居表示実施済み。小本町には、3つの小字が設置されている。

## 地理
名古屋市中川区の東部に位置し、東は辻畑町、西は柳森町・万町・上高畑、南は吉良町、北は烏森町、北東は松葉町と接する。

## 歴史

### 町名の由来
江戸期まで小塚村と本郷村であったのが、合併時に一字ずつとり「小本村」としたことによる合成地名。
室町期の『醍醐寺文書』には「尾張国... 千竈本郷」とあり、当地が千竈郷の本郷であったとする説がある。なお当地から小塚町にかけては須恵器など古墳時代の遺構が確認されている。

### 小本町
- 1921年（大正10年）8月22日 - 名古屋市に愛知郡常盤村が編入され、その旧村域の一部に中区小本町が成立する。
- 1937年（昭和12年） - 名古屋市内の行政区の再編により、中川区に帰属する。
- 1952年（昭和27年） - 中川区小本町の一部などから同区篠原橋通、押元町、好本町、小本本町、松ノ木町、宮脇町、大畑町が成立する。
- 1954年（昭和29年） - 中川区小本町の一部などから同区小塚町が成立する。同区小本町の一部から同区辻畑町が成立する。
- 1960年（昭和35年） - 中川区小本町の一部などから同区宗円町が成立する。
- 1961年（昭和36年） - 中川区小本町の一部などから同区細米町が成立する。
- 1980年（昭和55年） - 中川区小本町の一部などから同区上高畑一丁目・二丁目が成立する。
- 1980年（昭和55年）9月21日 - 中川区万町の一部を編入する[3]。
- 1982年（昭和57年）8月29日 - 中川区高畑町の一部を編入する[3]。
- 1997年（平成9年）8月4日 - 中川区小本町字西大坪・字東大坪・字屋敷地の各一部により同区小本三丁目が成立する[4]。また、小本町字西大坪の一部が吉良町に編入される[4]。

### 小本
- 1982年（昭和57年）8月29日 - 中川区小本町・万町・烏森町・辻畑町・松葉町の各一部により同区小本一丁目が、同区荒子町・小本町・小本本町・辻畑町の各一部により同区小本二丁目がそれぞれ成立する[3]。
- 1997年（平成9年）8月4日 - 中川区小本町字西大坪・字東大坪・字屋敷地および吉良町の一部により、同区小本三丁目が成立する[4]。

## 世帯数と人口
2019年（平成31年）1月1日現在の世帯数と人口は以下の通りである。
| 丁目       | 世帯数  | 人口    |
| ---------- | ------- | ------- |
| 小本一丁目 | 498世帯 | 995人   |
| 小本二丁目 | 276世帯 | 657人   |
| 小本三丁目 | 176世帯 | 455人   |
| 計         | 950世帯 | 2,107人 |

### 人口の変遷
国勢調査による人口の推移
| 1995年（平成7年）  | 1,583人 | [ WEB 6 ]  |  |
| 2000年（平成12年） | 2,109人 | [ WEB 7 ]  |  |
| 2005年（平成17年） | 2,108人 | [ WEB 8 ]  |  |
| 2010年（平成22年） | 2,123人 | [ WEB 9 ]  |  |
| 2015年（平成27年） | 2,066人 | [ WEB 10 ] |  |

## 学区
市立小・中学校に通う場合、学校等は以下の通りとなる。また、公立高等学校に通う場合の学区は以下の通りとなる。
| 丁目       | 番・番地等 | 小学校               | 中学校               | 高等学校 |
| ---------- | ---------- | -------------------- | -------------------- | -------- |
| 小本一丁目 | 全域       | 名古屋市立常磐小学校 | 名古屋市立長良中学校 | 尾張学区 |
| 小本二丁目 | 全域       | 名古屋市立常磐小学校 | 名古屋市立長良中学校 | 尾張学区 |
| 小本三丁目 | 全域       | 名古屋市立常磐小学校 | 名古屋市立長良中学校 | 尾張学区 |

## 交通
- 名古屋臨海高速鉄道
■西名古屋港線（あおなみ線） 小本駅

## 施設
- 名古屋市立常磐小学校

1907年（明治40年）1月1日、常磐尋常高等小学校として当地に開設された学校。
- 名古屋市立常磐幼稚園

1952年（昭和27年）、名古屋市立常磐小学校校舎内3教室を借用し、名古屋市立常磐幼稚園として開園した。独立した園舎は1967年（昭和42年）、同校敷地内に完成している。
- 名古屋市立西特別支援学校

名古屋市立の特別支援学校。元々は1973年（昭和48年）西区城西三丁目にあったが、1990年（平成2年）に当地に移転してきた。
- 名古屋市西部地域療育センター

1993年（平成5年）4月、名古屋市ではじめての地域療育センターとして「名古屋市地域療育センター」の名称で開設された。当初の管轄は中川区・西区・中村区・港区。1996年（平成8年）4月に同市南区において2号館が開設したことに伴い、名古屋市地域療育センター1号館と通称されるようになる。2003年（平成15年）4月、同市西区に名古屋市北部地域療育センターが開設されたことに伴い、管轄を中川区・中村区・港区の3区に変更するとともに、名称を「名古屋市西部地域療育センター」と改めた。また、同時に愛称として「キララ」が設定された。
- 正覚寺
- 成田文庫

1983年（昭和58年）、個人により開設された教科書専門博物館。現存しない。

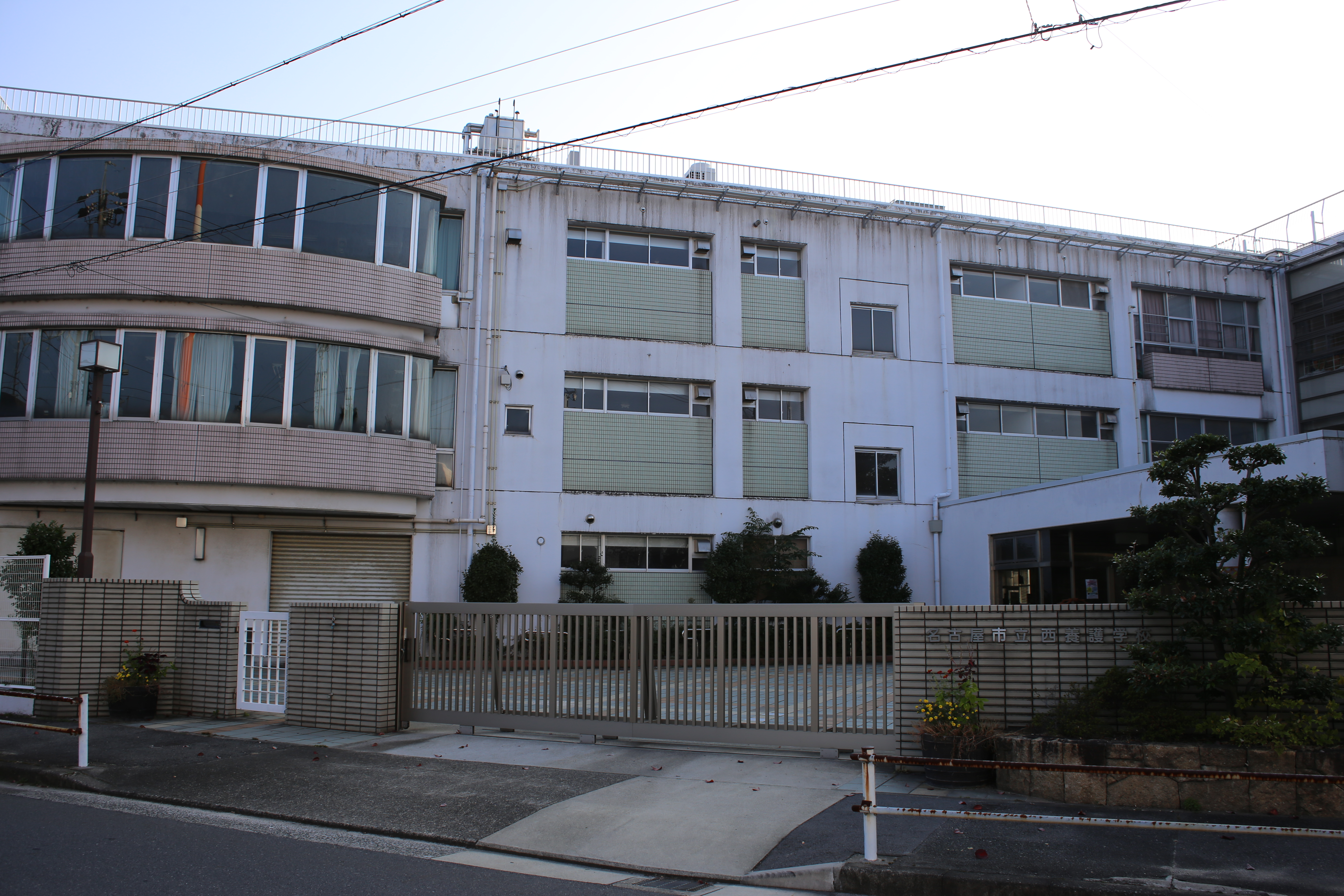
名古屋市立西養護学校（2015年10月）
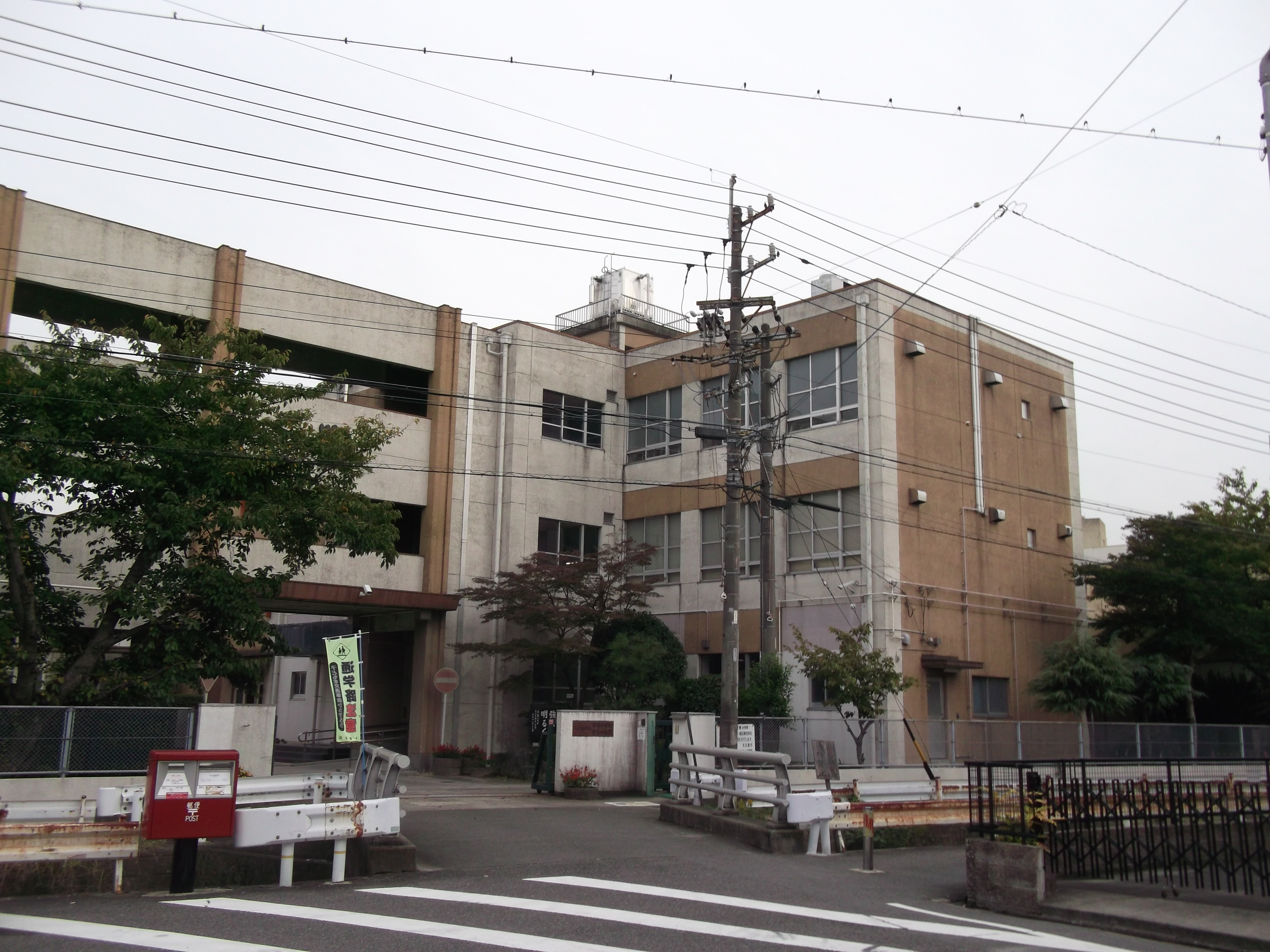
名古屋市立常磐小学校（2014年10月）

## その他

### 日本郵便
- 郵便番号 : 454-0828[WEB 2]（集配局：中川郵便局[WEB 17]）。